# متنزه بيت شعاريم
متنزه بيت شعاريم الوطني (بالإنجليزية: Beit She'arim National Park) موقع أثري لمدينة يهودية قديمة شمال إسرائيل، بها عدد كبير من القبور اليهودية محفورة في الصخر. والاسم «بيت شعاريم» يعني «بيت الغرباء». تعتبر المقابر جزءاً من المتنزه. وتقع على مشارف بلدة كريات طبعون. وتقع على بعد 20 كم شرق مدينة حيفا في التلال الجنوبية من الجليل الأسفل. ويدار المتنزه من قبل هيئة الطبيعة والمتنزهات في إسرائيل.
تأسست بيت شعاريم في نهاية القرن الأول قبل الميلاد في عهد الملك هيرودس. وكانت مدينة مزدهرة حتى دمرتها النيران في عام 352 ميلاديا في نهاية التمرد اليهودي ضد جالوس. ثم تغيرت ملامحها فصارت بيزنطية، ثم اندثرت على مر الزمن وحلت محلها قرية عربية صغيرة أسمها قرية الشيخ بريك في أواخر القرن السادس عشر.